# L'uomo che uccise se stesso
L'uomo che uccise se stesso (The Man Who Haunted Himself) è un film del 1970 diretto da Basil Dearden.
La pellicola è tratta dal racconto Strange Case of Mr Pelham di Anthony Armstrong.

## Trama
Harold Pelham, fondatore e azionista della Freeman Pelham & Dawson, esce dal suo ufficio, sale sulla sua Rover di grossa cilindrata e si dirige pazientemente verso casa, con cintura di sicurezza allacciata e rispettando i limiti di velocità. Improvvisamente cambia espressione, slaccia la cintura e comincia ad accelerare: prima che egli si schianti contro un muro, per un attimo osserviamo come Harold si vede in realtà: alla guida di un'auto sportiva mentre sfreccia soddisfatto.
Ricoverato in ospedale in condizioni disperate, le sue funzioni vitali si azzerano per alcuni istanti. Ristabilitosi, dopo la convalescenza ritorna a casa e riprende la sua vita accanto alla moglie Eva e ai loro due bambini, fino a che strani indizi gli fanno capire che qualcosa sta succedendo: un vecchio amico si congratula per la sua vittoria a biliardo avvenuta la sera precedente; il barbiere gli ricorda che era già passato nel pomeriggio e un’affascinante fotografa gli lascia intendere di avere con lui una relazione. Harold, non ricordando nulla, crede di avere dei problemi mentali e si rivolge ad uno psichiatra che sentenzia: “Tutti noi siamo in un certo senso più di una persona. La bombetta, l’ombrello e quella camicia con il colletto duro, quelle cose simbolizzano tutto quello di cui si deve liberare. Non si renda schiavo delle convenzioni”.
Contemporaneamente, anche gli affari di Harold risentono delle sue fissazioni, e il suo socio Luigi lo accusa di spionaggio industriale. Harold, sempre più confuso, telefona a casa ma il maggiordomo non crede alla sua identità affermando che “il vero signor Pelham è nella sua stanza". Harold torna a casa di corsa e s'imbatte nel suo sosia che gli rivela: “Io sono te. Tu sei morto quel giorno sul tavolo operatorio, e per alcuni attimi sei morto sul serio: questo mi ha permesso di uscire; solo che, purtroppo, tu hai ricominciato a vivere. Adesso siamo in due e non può andare avanti così. Uno di noi due deve andarsene”.
Terrorizzato da quella visione, Harold scappa e, dopo un lungo inseguimento da parte del suo sosia, s'inabissa con l'auto nel Tamigi. Un attimo dopo il suo sosia ha un malore, ma si riprende poi brillantemente.
Dal romanzo The case of Mr Pelham di Anthony Armstrong.